# Выборгская улица (Выборг)
Выборгская улица — улица в старой части Выборга, пролегающая от улицы Южный Вал до площади Выборгских полков и проспекта Суворова.

## История
Застройка шведского Выборга, сформировавшаяся в XV веке, была хаотичной: вдоль извилистых улиц стояли бюргерские дома, главным образом деревянные. В 1640 году шведским инженером А. Торстенсоном с помощью землемера А. Стренга был составлен первый регулярный план Выборга, согласно которому город разделялся на кварталы правильной геометрической формы прямыми улицами, ширина которых, в основном, была равна 8,5 метров. Одной из четырёх важнейших городских магистралей стала вновь проложенная по новому плану Монастырская улица (швед. Klosterngatan), ориентированная с одной стороны на башню Хакона Выборгской городской стены, а с другой — на башню Ратуши — колокольню собора бывшего монастыря Чёрных братьев. Комплекс зданий бывшего монастыря доминиканцев был самым внушительным каменным сооружением на улице того времени. Построенные до перепланировки средневековые купеческие каменные дома (дом купеческой гильдии Святого Духа, Гильдейский дом) оказались в отдалении от красной линии улицы.

На плане А. Торстенсона параллельные улицы разделены стеной между Каменным городом и Рогатой крепостью

В соответствии с планом прокладывалось продолжение улицы за башней Ратуши на территории Земляного города (или Вала, то есть жилых кварталов в Рогатой крепости), но проход в разделявшей Каменный город и Рогатую крепость городской стене был пробит только в 1740-х годах.
После взятия Выборга русскими войсками в 1710 году у ворот в начале улицы Пётр I принял ключи от осаждённого города. На русских картах улица первоначально именовалась Монашеской, но затем за улицей закрепилось название Государевой, так же как и за воротами башни Хакона. Она застраивалась домами в стиле русского классицизма. В 1812 году Финляндская губерния, переименованная в Выборгскую, была присоединена к Великому княжеству Финляндскому в составе Российской империи, в результате чего языком официального делопроизводства в губернии снова стал шведский. Так появился новый шведский вариант названия: швед. Kejsaregatan.
Во второй половине XIX века в соответствии с разработанным в 1861 году выборгским губернским землемером Б. О. Нюмальмом планом были снесены устаревшие укрепления Каменного города и Рогатой крепости, и улица была продлена на юго-восток от бастиона Панцерлакс, где между Соборной и Школьной площадями сформировалась кварталы школьных зданий в духе историзма (таких, как Русское начальное училище, Финский классический лицей, Финское старое совместное училище).
После введения в 1860-х годах в официальное делопроизводство Великого княжества Финляндского финского языка получили распространение финноязычные карты Выборга, на которых улица именовалась Кейсаринкату (фин. Keisarinkatu); употреблялся и другой русский вариант названия — Царская улица. С провозглашением независимости Финляндии официальным стал финский вариант. В 1929 году, в рамках кампании по устранению названий, связанных с российским периодом истории Выборга, улица была переименована в Луостаринкату (фин. Luostarinkatu, «Монастырская»).
Застройка улицы сильно пострадала во время боевых действий в советско-финских войнах (1939—1944). После установления мира, с 1944 года за улицей закрепилось название Выборгская. Один из освободившихся участков на углу с Советской улицей в 1961 году заняло типовое здание советской архитектуры — «хрущёвка», однако однообразие пропорций и фасадов жилых многоквартирных домов из силикатного кирпича, не сочетающихся с фасадами соседних зданий более раннего времени, не украсило застройку Старого города и позднее было подвергнуто критике, вследствие чего по инициативе главного архитектора города В. Е. Щербакова был введён запрет на дальнейшее типовое строительство в центре города. Некоторые участки с военного времени остаются незастроенными. С 2008 года, после разделения всей территории Выборга на микрорайоны, Выборгская улица относится к Центральному микрорайону города. Многие здания, расположенные на улице, внесены в реестр объектов культурного наследия в качестве памятников архитектуры.
В 2020 году здание бывшего собора доминиканского монастыря передано Выборгскому объединённому музею заповеднику. Проектное решение реставрации собора является дипломной работой выпускницы СПбГАСУ Юлии Раюшкиной.

## Галерея

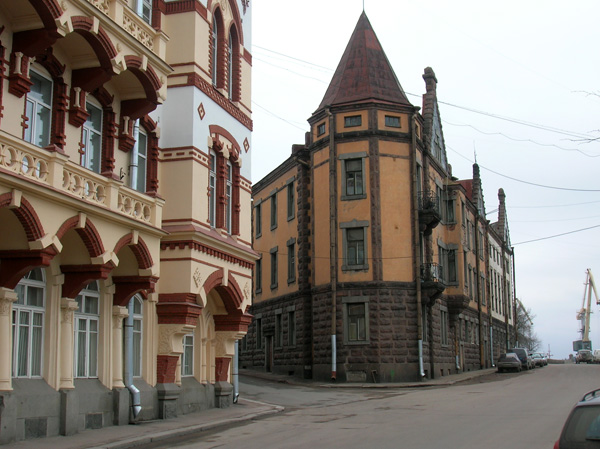
Начало улицы: дом консула Роте и «Ведьмин дом»
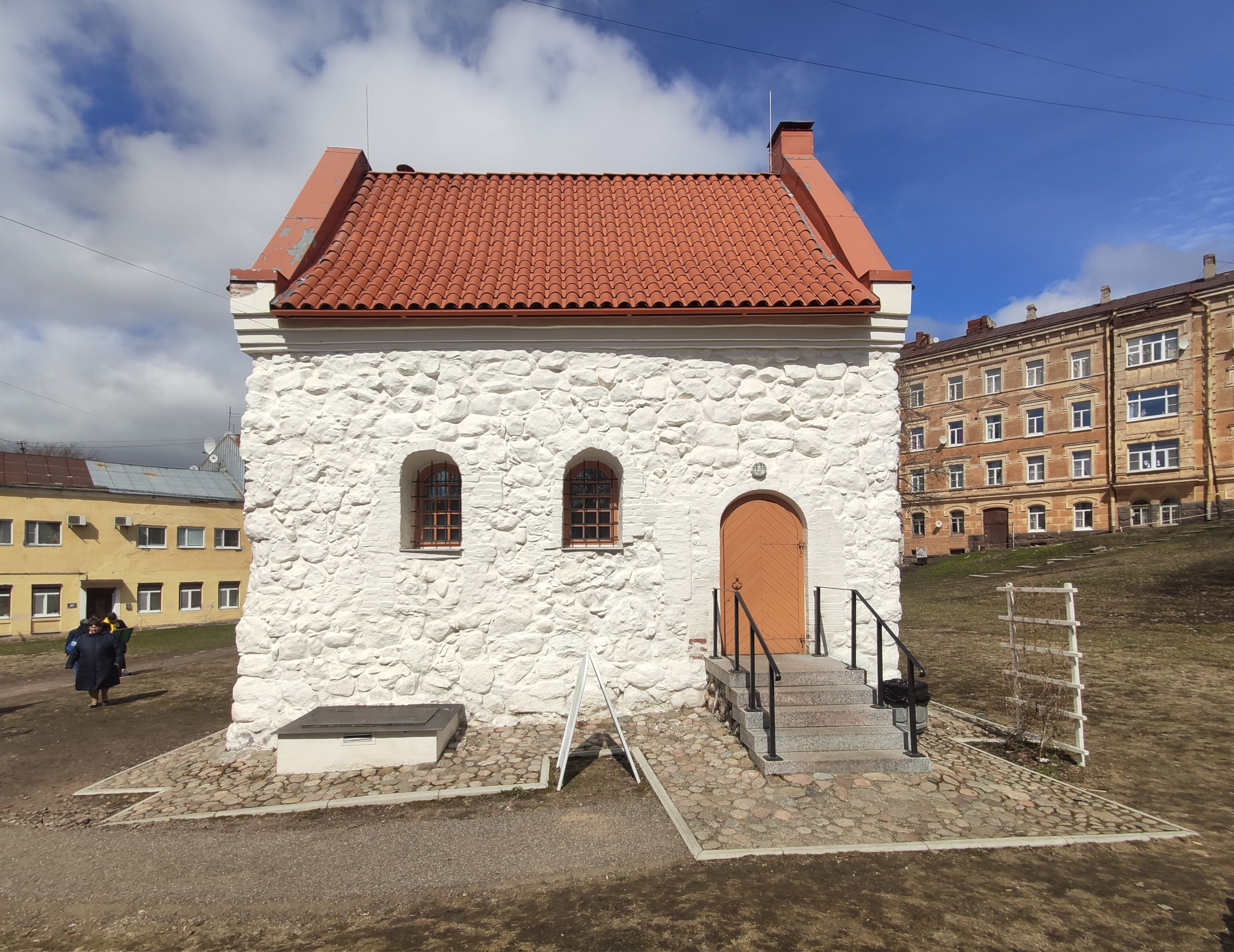
Дом купеческой гильдии Святого Духа
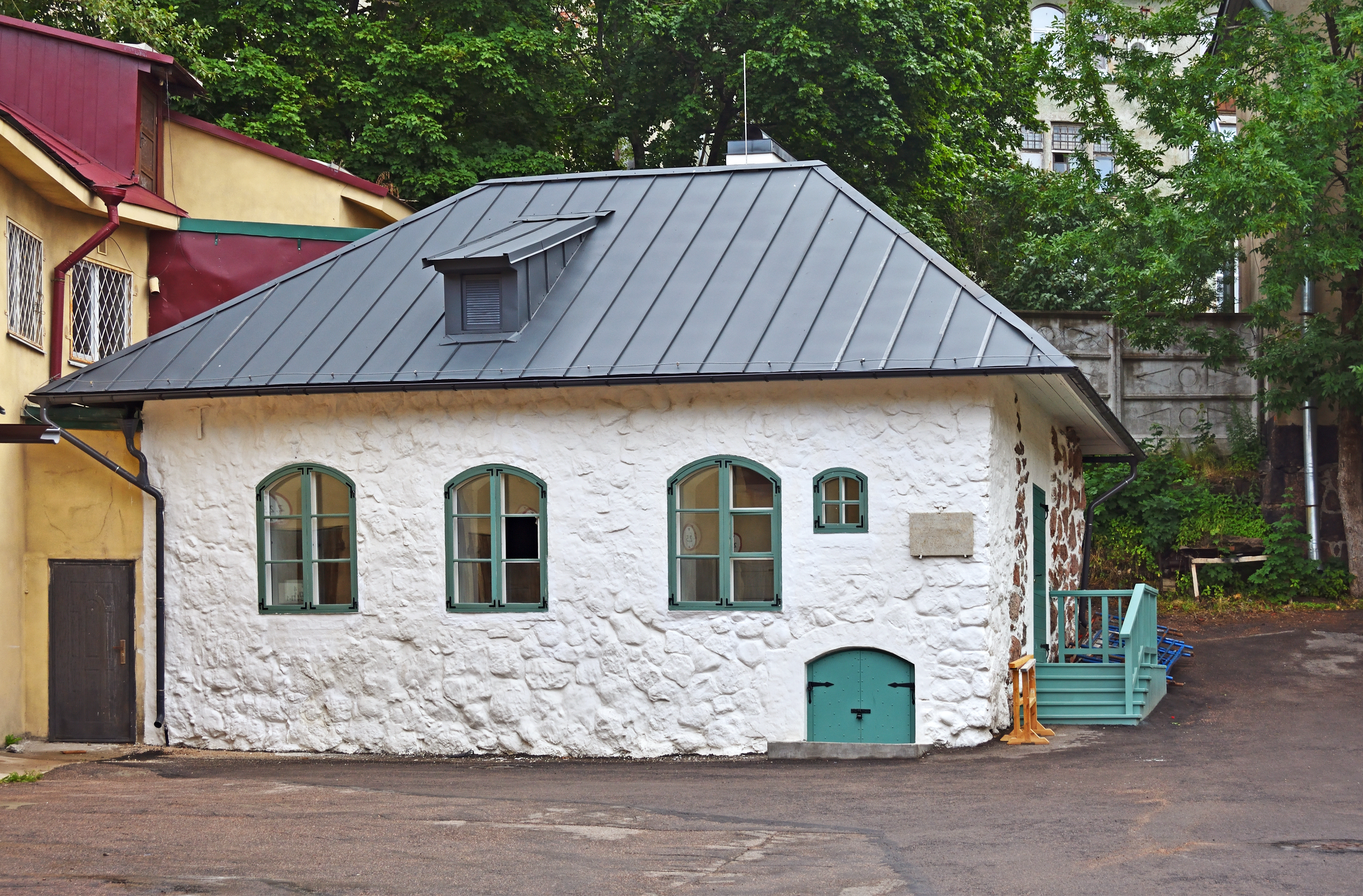
Гильдейский дом
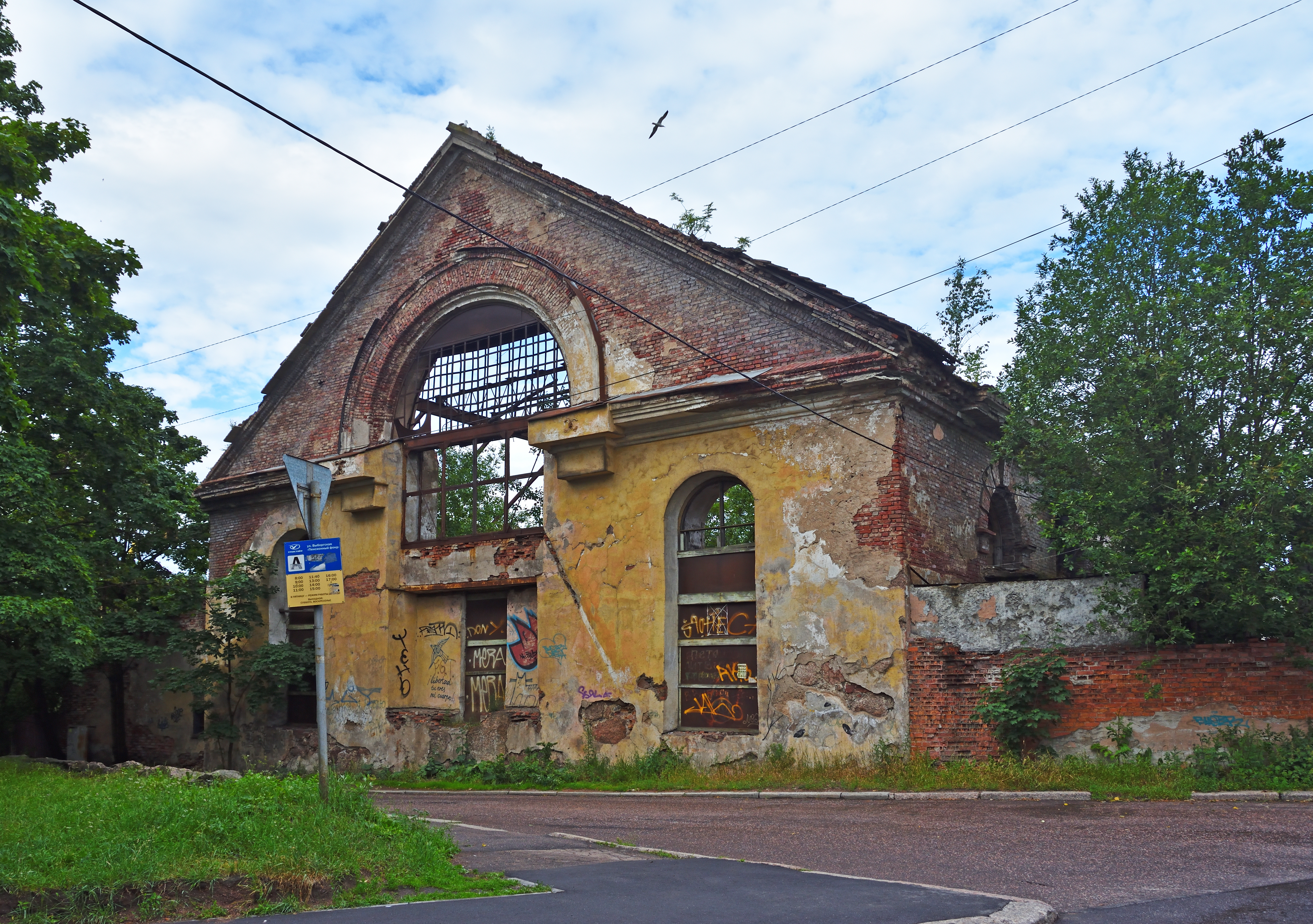
Развалины собора «Чёрных братьев»
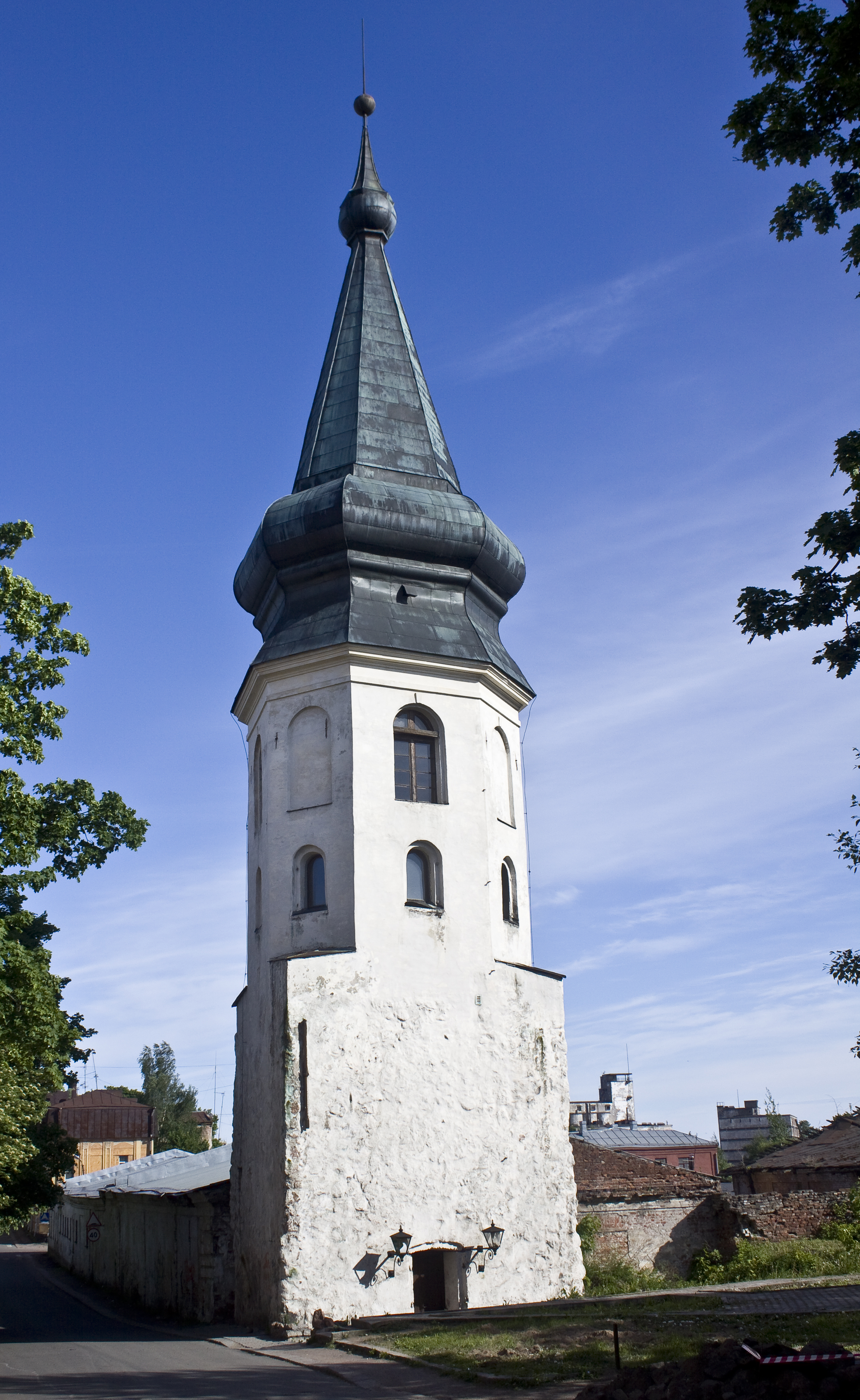
Башня Ратуши
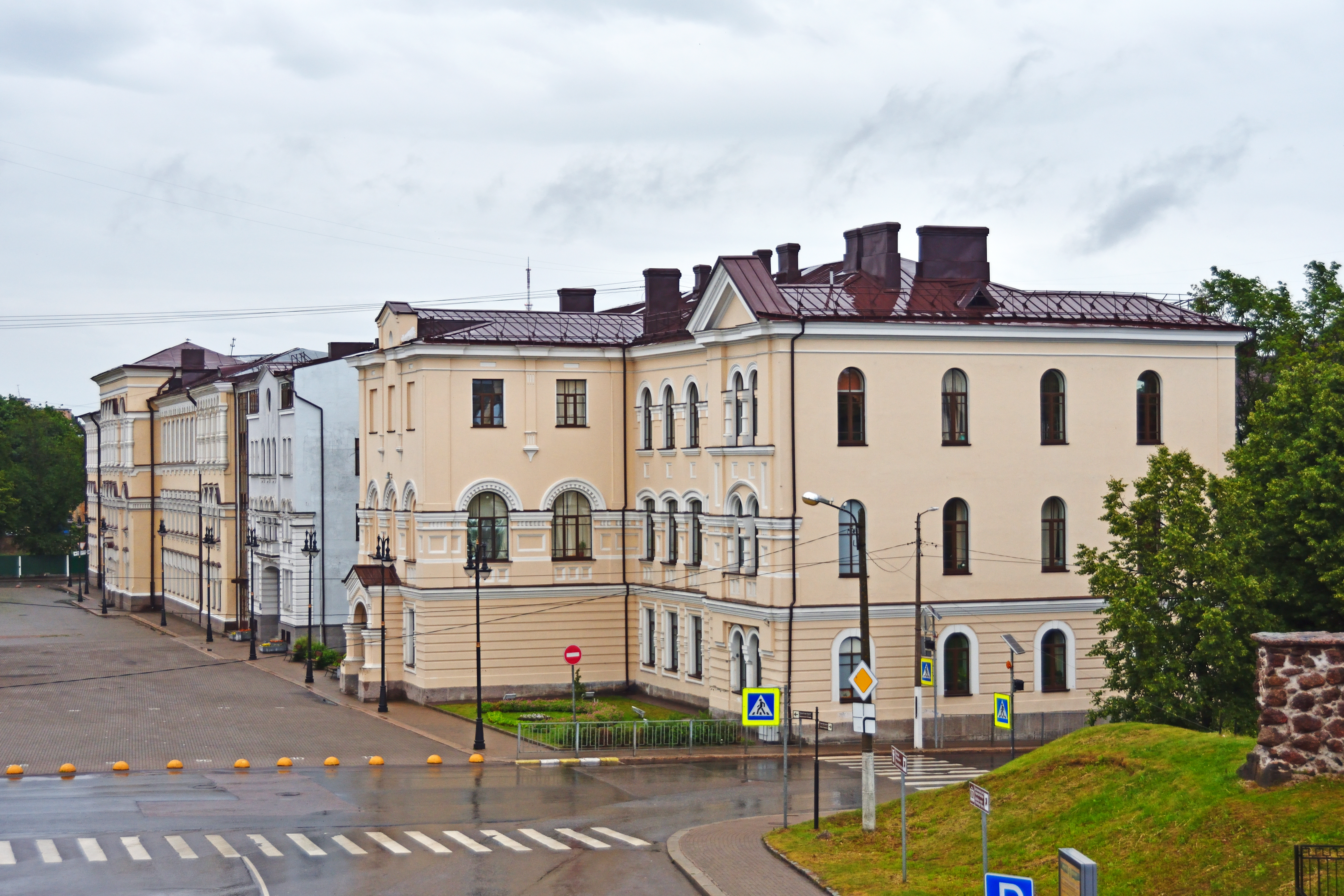
Бывшее Русское начальное училище
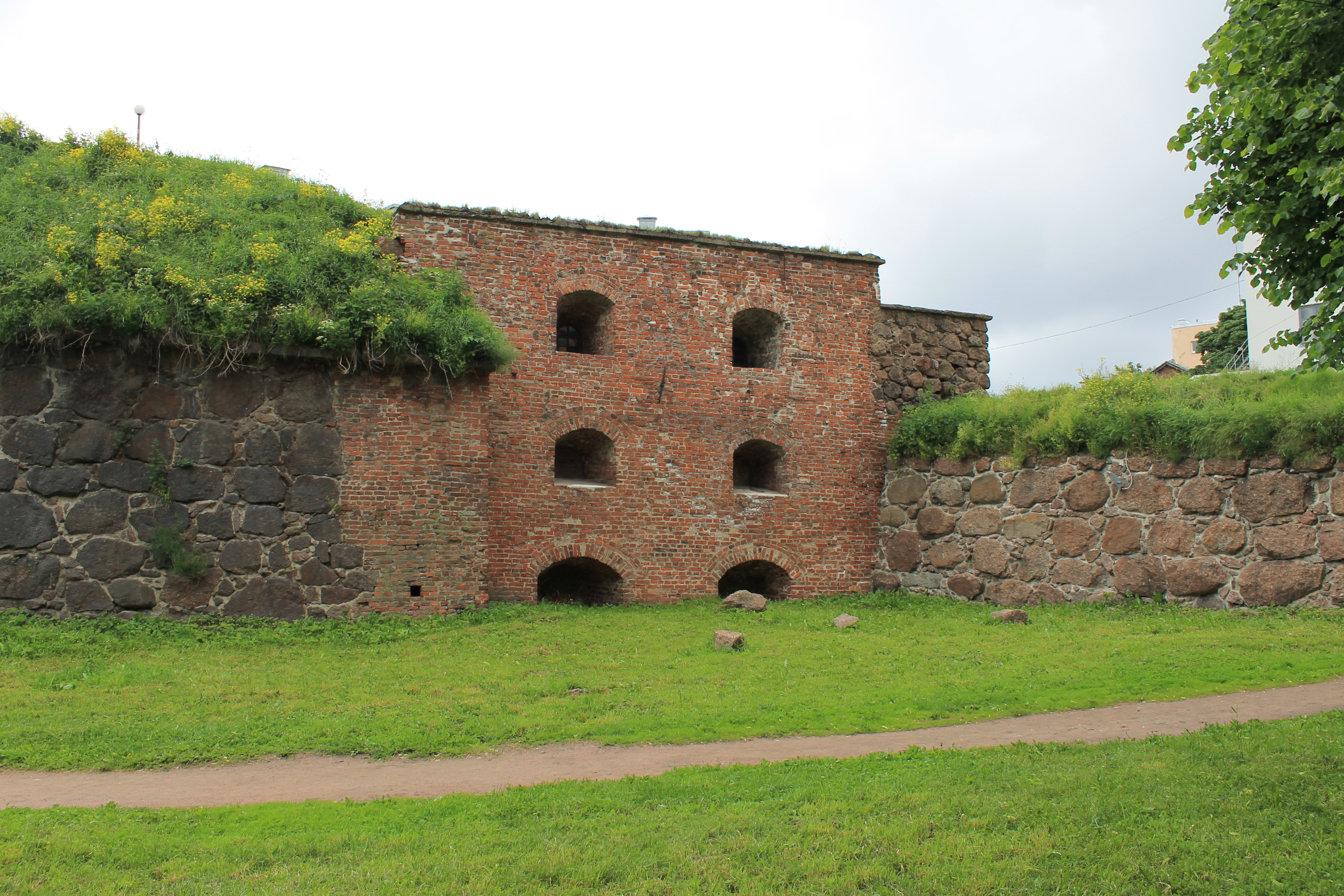
Бастион Панцерлакс
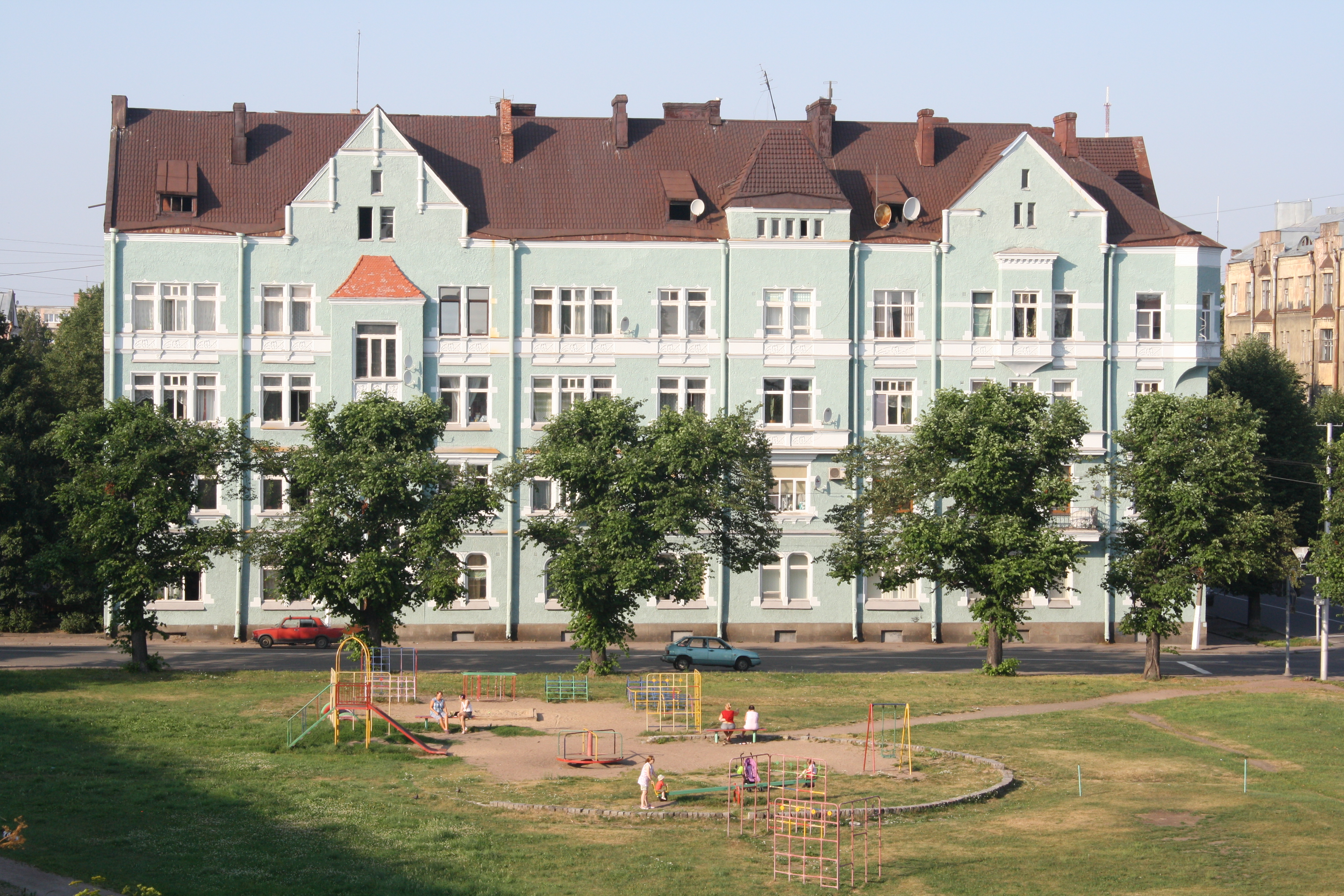
Жилой дом компании «Пеликан»
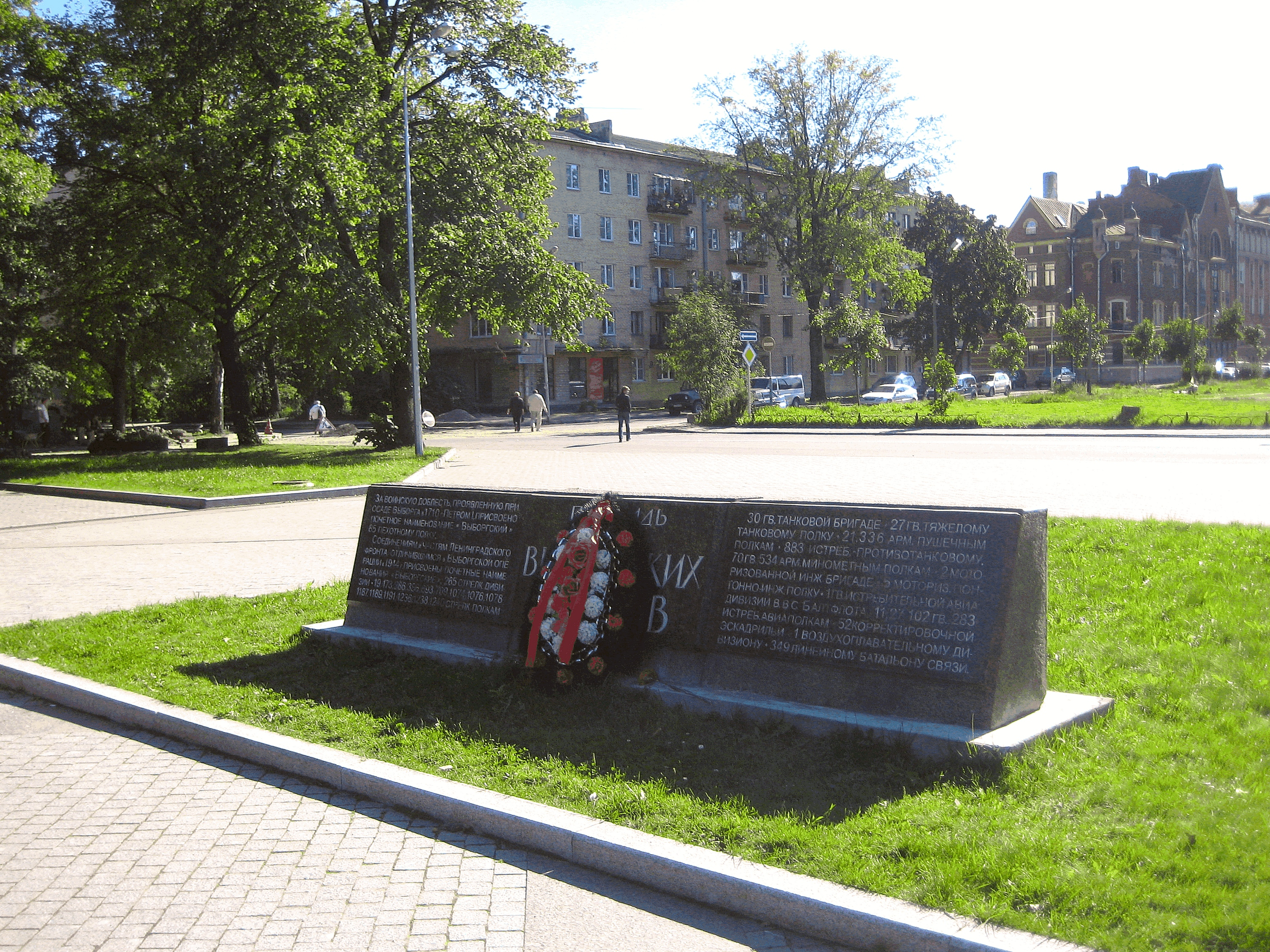
Мемориал Выборгских полков в конце улицы